# Masanori Tokita
Masanori Tokita (japonsko 鴇田 正憲), japonski nogometaš, * 24. junij 1925, Kobe, Japonska, † 5. marec 2004.
Za japonsko reprezentanco je odigral 12 uradnih tekem.